# Sławno (gemeente in powiat Opoczyński)
De gemeente Sławno is een landgemeente in het Poolse woiwodschap Łódź, in powiat Opoczyński.
De zetel van de gemeente is in Sławno.
Op 30 juni 2004 telde de gemeente 7454 inwoners.

## Oppervlakte gegevens
In 2002 bedroeg de totale oppervlakte van gemeente Sławno 128,45 km², waarvan:
- agrarisch gebied: 76%
- bossen: 15%

De gemeente beslaat 12,37% van de totale oppervlakte van de powiat.

## Demografie
Stand op 30 juni 2004:
| Omschrijving                   | Totaal | Totaal | Vrouwen | Vrouwen | Mannen | Mannen |
| ------------------------------ | ------ | ------ | ------- | ------- | ------ | ------ |
| eenheid                        | aantal | %      | aantal  | %       | aantal | %      |
| inwoners                       | 7454   | 100    | 3745    | 50,2    | 3709   | 49,8   |
| bevolkingsdichtheid (inw./km²) | 58     | 58     | 29,2    | 29,2    | 28,9   | 28,9   |

In 2002 bedroeg het gemiddelde inkomen per inwoner 1419,86 zł.

## Plaatsen
Antoninów, Antoniówka, Bratków, Celestynów, Dąbrowa, Dąbrówka, Gawrony, Grążowice, Grudzeń-Kolonia, Grudzeń-Las, Józefów, Kamień, Kamilówka, Kozenin, Kunice, Ludwinów, Olszewice, Olszowiec, Ostrożna, Owadów, Popławy, Prymusowa Wola, Psary, Sepno-Radonia, Sławno, Sławno-Kolonia, Szadkowice, Tomaszówek, Trojanów, Unewel, Wincentynów, Wygnanów, Zachorzów, Zachorzów-Kolonia.

## Aangrenzende gemeenten
Białaczów, Inowłódz, Mniszków, Opoczno, Paradyż, Tomaszów Mazowiecki